# بيل مومي
بيل مومي (بالإنجليزية: Bill Mumy)‏ هو مغني وموسيقي وممثل أمريكي، ولد في 1 فبراير 1954 بسان غابريل في الولايات المتحدة. من الجوائز التي نالها جائزة إنكبوت.

## أعمال

### أفلام
- (1973) بابيلون[8][9][10]

## جوائز
- جائزة إنكبوت

## وصلات خارجية
- بيل مومي على موقع IMDb (الإنجليزية)
- بيل مومي على موقع ألو سيني (الفرنسية)
- بيل مومي على موقع ميوزك برينز (الإنجليزية)
- بيل مومي على موقع تيرنر كلاسيك موفيز (الإنجليزية)
- بيل مومي على موقع أول موفي (الإنجليزية)
- بيل مومي على موقع قاعدة بيانات الأفلام السويدية (السويدية)
- بيل مومي على موقع إن إن دي بي (الإنجليزية)
- بيل مومي على موقع أول ميوزيك (الإنجليزية)
- بيل مومي على موقع ديسكوغز (الإنجليزية)
- بيل مومي على موقع قاعدة بيانات الفيلم (الإنجليزية)